# 好兵帥克

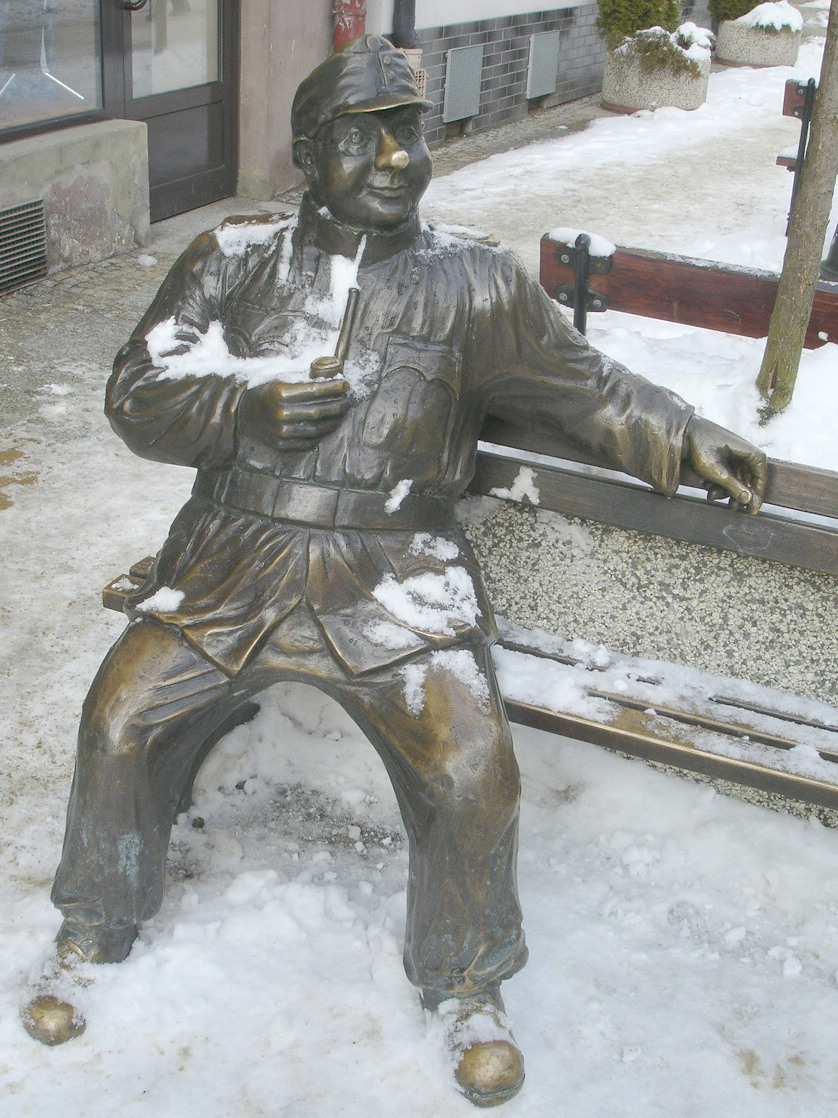
帅克的铜像

《好兵帥克》（捷克語：Osudy dobrého vojáka Švejka za světové války），又譯《好兵帥克歷險記》，是捷克作家雅洛斯拉夫·哈謝克一部未完成的長篇小說，他計劃要完成六部，在生命的最後兩年中完成《好兵帥克》的前三部與第四部的起頭，還没有完成第四部時，哈謝克便于1923年1月3日因结核逝世。他的一个朋友卡尔·范涅克幫忙续成，但品質和风格与哈谢克原作不甚相符，结尾顯得虛假而且平庸，許多譯本都沒有採用這段故事。
主人翁帥克（Švejk）是一個参加了第一次世界大战的奥匈帝国捷克籍普通士兵，他出身市民，看似愚蠢而实际上極富機智並帶有痞氣。小说深刻地揭露了走向末路的奥匈帝国的种种弊病，并对当时社会和军队中所存在腐败、丑恶的现象和天主教教士们的虚伪进行了深刻的讽刺。本书笔法幽默，对白常常令人啼笑皆非。帅克乐观、幽默的态度也使他成为捷克民族的象征。

## 情节[註 1]

### 第一部
帅克是布拉格的一个狗贩子，靠为杂种狗伪造血统证明挣钱。他从女佣那里得知了斐迪南大公在萨拉热窝遇刺身亡的消息后，去酒吧乱發议论而被特务带到了警察局，但之后因为被认为精神不正常而被送往疯人院，回到警察局后又被释放，在此期间奥匈帝国以萨拉热窝事件为借口向塞尔维亚宣战。不久帅克收到征兵令，但此时他风湿发作，他穿上军装坐着轮椅上街高喊忠君口号，却被当成逃兵役者而被带走，最后被送进拘留所。酗酒且嗜赌的卡兹神父来拘留所布道时看中了帅克，选他做了自己的勤务兵。神父叫帥克設法替他借钱买酒，帅克竟打着神父养不起私生子的幌子向人借钱。不久神父打牌，因为输光钱而把帥克押給了想找一个“天字第一号白痴”做勤务兵的捷克籍军官卢卡什上尉。卢卡什上尉对帅克丰富的狗类知识产生了浓厚的兴趣，命令帅克设法给他弄一条狗，不料帅克竟将上校的狗偷来送给了上尉。不知情的上尉十分满意，但在帶狗出門赴约会時被原主人上校發現，结果狗归原主，上尉不但被臭罵一頓，之后更被上校派往与俄国交火的前线。上尉因此对帅克大发雷霆，但帅克却满不在乎，并声称如果能死在战场上将是一种光荣。

### 第二部
为了奔赴前线，帅克随卢卡什上尉乘火车前往布杰约维采，但在半路上却因为被认为无故拉动紧急刹车而被迫下车。之后帅克打算徒步前往布杰约维采，却弄错方向走到了皮塞克，当地的警察局长把他当成了俄国派来的间谍，派人把他押送到了布杰约维采以向总局邀功。在那里帅克表明了身份并回到卢卡什上尉身边，之后一同随部队开赴俄国前线。在军队到达奥匈分界处的基拉利希达后，上尉喜歡上一位德国太太，於是派帅克上门送情书。帅克半路遇到老朋友工兵沃吉契卡，并和他一起前往，不巧信件被太太的匈牙利人丈夫截獲。帅克便说信是自己假借上尉的名字写的。太太的丈夫扑向帅克，却被一向仇视匈牙利人的沃吉契卡当街一顿暴打，从而引发了捷克籍士兵和匈牙利籍士兵之间的武斗。之后帥克被送到军法处，在法庭上为了逃过核对笔迹，他把信吞下肚子，军法处只好把他放了。史雷格尔将军出面摆平了此事，并让卢卡什上尉换一个勤务兵，却又恶作剧地把帅克仍派给他做连部传令兵。

### 第三部
帥克随着中尉所在连队一起穿越匈牙利前往加利西亚前線。团部新采用的密码系统以一本小说的下册为密码本，但因帅克去仓库取书时自作主张拿了上册而不得不被弃用。一路上，卑鄙的杜布中尉多次找帅克的麻烦，但总是以自讨苦吃收场。這時加利西亚前線一團混亂，給養不足导致士兵们怨声载道。帥克在外出时遇上了一个正在洗澡的俄国兵，在对方逃跑后穿上了他的軍服，结果被當成俘虜逮獲。在俄国俘虏营，帥克用木炭在墙上写下留言，说奥匈帝国士兵帅克莫名其妙地被本国士兵俘虏了。

### 第四部
帅克在接受审讯时表明了自己的奥匈帝国士兵的身份，负责审讯的军官却认为他是叛徒而准备判处他死刑。战地神父去给帅克做刑前祝祷，却被帅克牵着鼻子走而不知所措。帅克所在的旅部发来电报要求把帥克送回營區。回到自己队伍的帅克被军官们责骂，但却受到了战友们的欢迎。有战友問帥克戰爭會持續多久？帅克回答：“十五年。因为已经有过一次三十年战争了。如今我们比过去聪明一半了，那就是三十除以二，得十五。”这时，军官酒宴上喝醉了的杜布中尉仍在大谈爱国主义，而第四部的故事也在此中斷。整部小说也因为哈謝克因肺結核病逝而至此结束。

除了以上情节之外，作者还通过帅克之口讲述了许多与小说主线发展无关但妙趣横生有时又荒诞不经的故事，帅克本人或是这些故事中的人物或与之无关。

## 影响
《好兵帥克》是捷克有史以來的文學傑作，被譯成三十多種文字，廣為世界各地的讀者喜愛。和小说本身一同成为杰作的还有捷克著名画家约瑟夫·拉达为本书所配的数百幅插图。本书被认为是最重要的反战小说之一，约瑟夫·海勒曾说如果不是看过《好兵帅克》，自己不会写出《第22条军规》。而有些人则认为本书的意义不仅在于对战争和时代的描写，如米兰·昆德拉称：“《好兵帅克》可能是最后一部伟大的通俗小说……”“哈谢克在《好兵帅克》中并不将军队……描绘成奥匈社会中的一个阶层，而是视之为世界的现代模式。”
帅克可以说是捷克文学史上最著名的文学形象，“帅克”这个名字也溶入到了捷克语言之中。同时，小说中塑造的其他人物也深入人心。尤利乌斯·伏契克曾在其名著《绞刑架下的报告》中将他所厌恶的典狱官比作杜布中尉。
小说还多次被改编为电影和动画，主要包括：
- （动画），捷克斯洛伐克，1955年。
- ，捷克斯洛伐克，1957年。
- , 西德，1960年。
- The Good Soldier ，乌克兰，2009年。

## 漢語譯本
- 人民文學出版社劉星燦從原文譯出的《好兵帥克歷險記》是史上第一個從捷克語翻譯的漢語譯本。
- 北京燕山出版社蔣承俊譯本，亦是從捷克文原文翻譯。
- 蕭乾從英語譯本轉譯的節本（選本）《好兵帥克》。
- 國立台灣大學外國語言文學系德文教授鄭芳雄從德語譯本轉譯的節本，收在題名《哈雪克》的選集裡。